# Oliver (Colombie-Britannique)
Pour les articles homonymes, voir Oliver.
Oliver est une ville située au sud de la vallée de l'Okanagan en Colombie-Britannique au Canada.

## Économie
Principalement connue comme la "capitale du vin du Canada", la ville est renommée pour la qualité de son vin. La topographie et le climat offrent des conditions optimales pour cultiver le raisin. La ville a la plus grande concentration de vignobles et de commerces du vin en Colombie-Britannique; plus de 30 magasins dans un cercle de 15 minutes autour d'Oliver. La plupart de ces magasins sont situés le long de la route 97, tout juste au sud de la ville. L'irrigation depuis le lac Okanagan et son sol rocailleux donnent les éléments nécessaires pour un vin de haute qualité.
Avant l'implantation des vignobles, presque toute la région cultivait des fruits comme les cerises, les pommes et les pêches. De nos jours, presque toutes les terres cultivables sont la propriété des nouveaux arrivants du Portugal dans les années 1950 et de l'Inde en 1980.

## Climat
| Mois                                  | jan.       | fév.       | mars       | avril     | mai       | juin     | jui.      | août     | sep.      | oct.     | nov.     | déc.       | année          |
| ------------------------------------- | ---------- | ---------- | ---------- | --------- | --------- | -------- | --------- | -------- | --------- | -------- | -------- | ---------- | -------------- |
| Température minimale moyenne (°C)     | −3,4       | −2,7       | 0,4        | 3,9       | 8,1       | 11,9     | 14,6      | 13,8     | 8,9       | 3,7      | −0,2     | −3,8       | 4,6            |
| Température moyenne (°C)              | −0,8       | 1,4        | 6,2        | 10,7      | 15,1      | 18,9     | 22,2      | 21,8     | 16,4      | 9,7      | 3,3      | −1,1       | 10,3           |
| Température maximale moyenne (°C)     | 1,9        | 5,5        | 12         | 17,4      | 22        | 25,8     | 29,8      | 29,6     | 23,9      | 15,6     | 6,8      | 1,5        | 16             |
| Record de froid (°C) date du record   | −26,7 1929 | −28,9 1936 | −17,8 1932 | −9,4 1936 | −2,2 1927 | 0,6 1976 | 3,9 1977  | 3,3 1929 | −5,6 1926 | −12 1984 | −21 1985 | −26,1 1968 | −28,9 9/2/1936 |
| Record de chaleur (°C) date du record | 16 1989    | 17,8 1930  | 23 1994    | 32,2 1926 | 37,8 1936 | 47 2021  | 43,9 1941 | 40 1933  | 38,3 1940 | 29 1980  | 20 1975  | 16,1 1932  | 47 29/6/2021   |
| Ensoleillement (h)                    | 42,7       | 83,4       | 141,3      | 191,6     | 239,7     | 238,6    | 282,7     | 274,5    | 211,9     | 147,5    | 64,4     | 41,4       | 1 959,6        |
| Précipitations (mm)                   | 28,7       | 21,4       | 24,9       | 26,5      | 34,7      | 41,5     | 25,5      | 20,7     | 18,7      | 21,6     | 31,2     | 34,2       | 329,7          |
| dont neige (cm)                       | 15         | 5,1        | 1,7        | 0         | 0         | 0        | 0         | 0        | 0         | 0,1      | 5,3      | 18         | 45,2           |
| Nombre de jours avec précipitations   | 9,9        | 8          | 9          | 9         | 9,9       | 9,9      | 6,2       | 5,7      | 6,2       | 7,9      | 11,9     | 11,7       | 105,1          |
| Nombre de jours avec neige            | 4,9        | 1,5        | 0,7        | 0         | 0         | 0        | 0         | 0        | 0         | 0        | 1,9      | 6,9        | 15,9           |

| Diagramme climatique                                  |             |           |             |           |              |              |              |             |             |             |             |
| J                                                     | F           | M         | A           | M         | J            | J            | A            | S           | O           | N           | D           |
| 1,9−3,428,7                                           | 5,5−2,721,4 | 120,424,9 | 17,43,926,5 | 228,134,7 | 25,811,941,5 | 29,814,625,5 | 29,613,820,7 | 23,98,918,7 | 15,63,721,6 | 6,8−0,231,2 | 1,5−3,834,2 |
| Moyennes : • Temp. maxi et mini °C • Précipitation mm |             |           |             |           |              |              |              |             |             |             |             |

## Démographie
| 2001  | 2006  | 2011  | 2016  |
| ----- | ----- | ----- | ----- |
| 4 224 | 4 370 | 4 824 | 4 928 |

## Tourisme
La ville d'Oliver possède également deux terrains de golf de renommée mondiale. Celui de Fairview Mountain a été coté #18 dans le top 100 au Canada par la BCPGA et a la réputaion d'être un terrain spectaculaire. L'autre terrain Inkameep Canyon Desert Golf est un autre très bien coté et offre un 18 trous avec une belle vue sur la vallée.

## Histoire
La ville d'Oliver est située dans la zone aride d'Osoyoos, dans la partie nord du désert de Sonoran, le seul désert du Canada. La fondation de Oliver-Osoyoos a été officialisée après la construction du canal d'irrigation en 1921, par l'administration de John Oliver. Nouvellement irriguée, des terres étaient disponibles à prix modiques pour les vétérans de la Première Guerre mondiale en 1921 et aussi pour ceux de la seconde guerre en 1940.

## Toponyme
La ville d'Oliver a été nommée en l'honneur de John Oliver, un politicien et fermier de la Colombie-Britannique au début du XXe siècle.